# Comisión Ejecutiva Portuaria Autónoma
Die Comisión Ejecutiva Portuaria Autónoma (kurz: CEPA) ist eine Institution des öffentlichen Rechts (Derecho Público con carácter autónomo y personalidad jurídica) in El Salvador mit Sitz im Hochhaus Torre Roble in der Hauptstadt San Salvador.
Als autonomes und juristisches eigenständiges Unternehmen ist die CEPA verantwortlich für die Entwicklung der Infrastruktur und den Betrieb von Häfen, Flughäfen und Eisenbahnen.

## Geschichte
Die staatliche Kommission wurde 1952 als Comisión Ejecutiva del Puerto de Acajutla gegründet. Das Exekutivkomitee war zunächst nur für die Planung und Bau der Hafenanlage von Acajutla zuständig, der Hafen wurde 1961 erbaut.
1965 wurde die Institution in den heutigen Namen umbenannt und die Zuständigkeiten erweitert: Verwaltung der Eisenbahnen von El Salvador, Hafen von Cutuco. 1976 wurde die Institution verantwortlich für den Bau, Verwaltung und den Betrieb des El Salvador International Airport, der 1980 seinen Betrieb aufnahm. 
Im Jahre 2001 übernahm CEPA auch das  Management des ehemaligen  Militärflugplatz Aeropuerto de Ilopango. Dort befindet sich auch der Sitz der Autoridad de Aviación Civil (Luftfahrtbehörde).

## Projekt Megahafen
Das letzte bekannt geworden große Projekt der CEPA war die Planung und Bau der Hafenanlage Puerto de La Unión Centroamericana das in der Regierungszeit von Armando Calderón Sol mit der Planung 1994 begonnen und Ende 2004 der Regierung vorgelegt wurde. Im März 2005 unterzeichnete der  Regierungspräsident Elías Antonio Saca González die Entscheidung zum Bau. Das Projekt wird mit einem Investitionsvolumen von 300 Millionen Dollar veranschlagt. Laut Presseberichten soll die Sociedad Portuaria de Santander, ein öffentliches Unternehmen spanischer Herkunft an der Planung für die Infrastruktur des Megahafens beteiligt sein. Für die Zwischenlagerung von Handelsware werden Lagerflächen mit insgesamt einer Million Quadratmeter eingerichtet. Die Planung wurde von CEPA 2008 abgeschlossen. 
Der Baubeginn war 2009 und die Fertigstellung ist für 2015 vorgesehen. Nach der Inbetriebnahme wird auch dieser Hafen von CEPA verwaltet.

## Anlagen, die von CEPA betrieben werden
- Aeropuerto Internacional de El Salvador
- Ferrocarriles Nacionales de El Salvador (FENADESAL)
- Puerto de Acajutla
- Puerto de Cutuco
- Puerto La Unión Centroamericana (im Bau)